# هايبر سكان
هايبر سّكَان (بالإنجليزية: HyperScan)‏ ، هو نظام لعبة فيديو ، وينتمي للجيل السابع ، أصدر النظام سنة 2006م ، إلا أنه لم يحقق النجاح وأعلن إنهاء المشروع عام 2007م.

## وصلات خارجية
- Mattel Hyperscan - Ultimate Console Database